# 丹尼森 (艾奥瓦州)
丹尼森（Denison）是美国艾奥瓦州克劳福德县的城市和县城。2010年美国人口普查时人口为8298人。

## 历史
丹尼森在1856年制定规划，並成立于1875年。丹尼森以其创立者J. W. 丹尼森命名。